# Microsoft Entourage
Microsoft Entourage — поштовий клієнт і органайзер, застосунок зі складу офісного пакету Microsoft Office: mac 2008, для операційної системи MacOS 8.5 і вище.

## Загальні відомості
Microsoft Entourage і органайзер Entourage це аналог Outlook в Microsoft Office для РС. Microsoft Entourage підтримує розширену синхронізацію з Microsoft Exchange Server. Entourage має захист від спаму і фішинга.
До складу Microsoft Entourage входить агент My Day, який може працювати у фоновому режимі. Якщо Microsoft Entourage закритий, то агент може повідомити про майбутню подію. Агент також дозволяє управляти подіями через свій компактний інтерфейс. За допомогою агента можна швидко проглядати список завдань і інформацію з календаря, не відкриваючи при цьому Entourage.